# 미니바이크

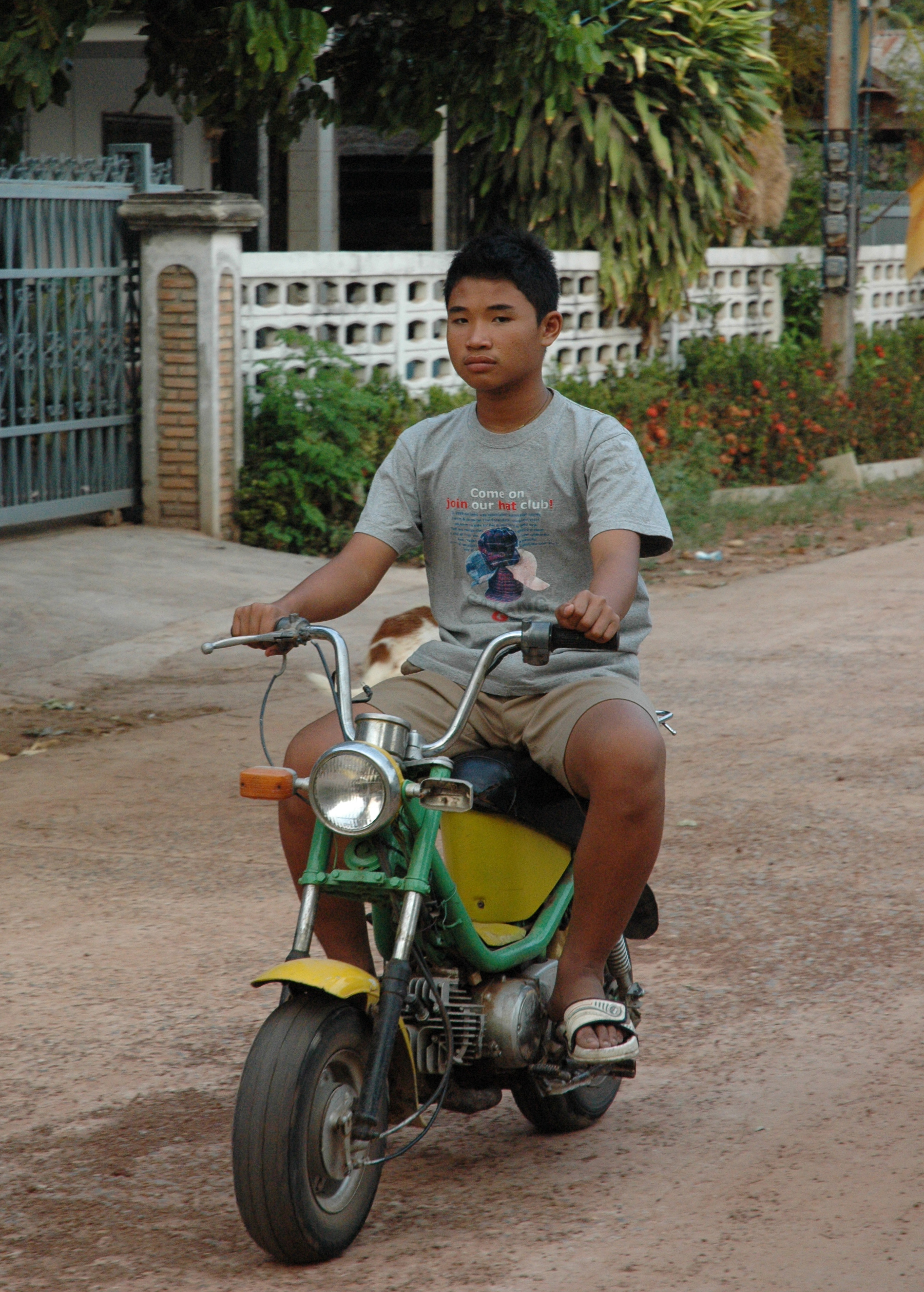
태국에서 한 10대가 미니바이크를 몰고 있다

미니바이크(Minibike)는 1960년대와 1970년대에 대중화되었지만 1959년부터 다양한 제조업체에서 지속적으로 판매되고 있는 2륜 모터 구동 오프로드 레저용 차량이다. 미니바이크의 오프 하이웨이 특성과 (많은 국가에서) 일반적으로 완전히 오프로드이다. 법적 지위로 인해 미니바이크는 오토바이 및 모페드와 구별되며 소형 크기로 인해 먼지 자전거와 구별된다.
전통적으로 미니바이크에는 4행정 수평 크랭크축 엔진, 체인 최종 구동 장치가 있는 1단 또는 2단 원심 클러치 변속기, 4인치 또는 6인치 휠, 높은 핸들바가 있는 낮은 프레임/시트 높이가 있다. 시중에서 판매되는 미니바이크에는 일반적으로 정원 경작기와 같은 실용적인 장비의 다른 곳에서 흔히 볼 수 있는 소형 엔진이 장착되어 있다.

## 역사
미니바이크에는 더 작은 바퀴, 관형 강철 프레임, 공냉식 단일 실린더 엔진을 공유하는 두들 버그(Doodle Bug) 및 쿠시맨 스쿠터(Cushman Scooters)와 같은 기계의 선구자가 있었지만 이러한 차량에는 스쿠터로 도로 사용을 위해 등록이 가능한 더 큰 좌석 높이와 조명이 있었다. 1950년대에는 미니바이크가 열광적인 사람들에 의해 손으로 만들어졌다. 이 자전거는 처음에는 드래그 레이서가 경주 중 대기 장소를 이동할 수 있도록 핏 바이크로 널리 사용되었다. 이 "피트 바이크" 중 하나는 1959년 초 지역 자동차 딜러이자 경주자 트로이 러트먼(Troy Ruttman)으로부터 레이(Ray), 래리(Larry) 및 레지스 미치나(Regis Michrina) 형제가 받았다.
미치나 형제들은 이 피트 바이크에서 영감을 얻어 최초의 상업용 미니바이크를 제작하고 트로이 러트먼에게 3개의 프로토타입을 전달하여 대리점을 통해 판매했다. 미치나 형제들은 미니바이크를 만든 것으로 알려져 있지만 1959년 릴 인디언(Lil Indian) 브랜드를 설립할 때 해당 용어의 디자인이나 상표권에 대한 특허를 취득하지 못했다. 릴 인디언은 40년 동안 계속해서 수만 대의 미니바이크를 제조했다. 1960년대 중반부터 1970년대까지 해당 기계의 인기로 인해 100개가 넘는 제조업체가 특허가 없기 때문에 저렴한 벤처인 기계를 판매하려고 시도했다. 디자인이 매우 인기 있고 단순하여 1967년 6월 포뮬러 매커닉스(Popular Mechanics) 잡지에 계획에 대한 기사가 실렸다.
미니바이크 시장이 발전함에 따라 Arctic Cat, Rupp, Taco, Heath, Gilson 및 Fox를 포함한 다양한 별장 및 주요 산업에서 모델을 제공했다. 전통적인 오토바이 제조업체도 미니바이크의 측면에서 영감을 받은 모델을 출시했는데, 가장 유명한 것은 혼다의 Z50A이다. 이 스타일은 원숭이와 같은 라이딩 자세로 인해 원숭이 자전거라는 별명이 붙었다. 판매는 1973년에 정점을 이루었으며 제조업체 간 140,000대가 판매되었다. 1976년까지 거품은 꺼졌고 10개 미만의 제조업체가 계속해서 미니바이크를 만들었다. 인기는 꾸준히 감소했지만 1990년대 초반에 안정을 찾았다. 현재 다양한 소매점에서 기계를 800달러 미만의 가격으로 구입할 수 있다.
최근에는 성인용 전기 미니바이크가 인기를 끌고 있다.

## 같이 보기
- 혼다 Z 시리즈